# Anne Berge
Anne Ragna Berge (ur. 31 stycznia 1966 w Sandvika) – norweska narciarka alpejska.

## Kariera
W zawodach Pucharu Świata pierwsze punkty zdobyła 22 grudnia 1990 roku w Morzine, gdzie zajęła dziesiąte miejsce w slalomie. Na podium zawodów PŚ jedyny raz stanęła 19 marca 1994 roku w Vail, kończąc giganta na trzeciej pozycji. W zawodach tych wyprzedziły ją jedynie Niemka Martina Ertl i Vreni Schneider ze Szwajcarii i swą rodaczkę Claudine Emonet. Blisko podium była 15 marca 1993 roku w Hafjell, gdzie była czwarta w gigancie, przegrywając walkę o trzecie miejsce z Niemką Katją Seizinger o 0,01 sekundy. W sezonie 1992/1993 zajęła 36. miejsce w klasyfikacji generalnej, a w klasyfikacji giganta była dziesiąta.
Wystartowała na igrzyskach olimpijskich w Albertville w 1992 roku, gdzie zajęła 5. miejsce w kombinacji, 8. w slalomie oraz 21. miejsce w gigancie i supergigancie. Zajęła też między innymi 9. miejsce w slalomie na mistrzostwach świata w Morioce w 1993 roku. W 1982 roku była szósta w kombinacji na mistrzostwach świata juniorów w Auron w 1982 roku.

## Osiągnięcia

### Igrzyska olimpijskie
| Miejsce | Dzień     | Rok  | Miejscowość | Konkurencja | Czas biegu | Strata     | Zwyciężczyni       |
| ------- | --------- | ---- | ----------- | ----------- | ---------- | ---------- | ------------------ |
| 5.      | 13 lutego | 1992 | Albertville | Kombinacja  | 2,55 pkt   | +32,73 pkt | Petra Kronberger   |
| 21.     | 18 lutego | 1992 | Albertville | Supergigant | 1:21,22    | +4,43      | Deborah Compagnoni |
| 21.     | 19 lutego | 1992 | Albertville | Gigant      | 2:12,74    | +6,77      | Pernilla Wiberg    |
| 8.      | 20 lutego | 1992 | Albertville | Slalom      | 1:32,68    | +1,54      | Petra Kronberger   |

### Mistrzostwa świata
| Miejsce | Dzień     | Rok  | Miejscowość | Konkurencja | Czas biegu | Strata | Zwyciężczyni    |
| ------- | --------- | ---- | ----------- | ----------- | ---------- | ------ | --------------- |
| 11.     | 1 lutego  | 1991 | Saalbach    | Slalom      | 1:25,90    | +2,08  | Vreni Schneider |
| 9.      | 9 lutego  | 1993 | Morioka     | Slalom      | 1:27,66    | +2,01  | Karin Buder     |
| 19.     | 10 lutego | 1993 | Morioka     | Gigant      | 2:17,59    | +4,36  | Carole Merle    |
| 27.     | 14 lutego | 1993 | Morioka     | Supergigant | 1:33,52    | +2,63  | Katja Seizinger |

### Mistrzostwa świata juniorów
| Miejsce | Dzień   | Rok  | Miejscowość | Konkurencja | Czas biegu | Strata | Zwyciężczyni      |
| ------- | ------- | ---- | ----------- | ----------- | ---------- | ------ | ----------------- |
| 20.     | 4 marca | 1982 | Auron       | Zjazd       | 1:40,53    | +4,34  | Catherine Quittet |
| 15.     | 5 marca | 1982 | Auron       | Gigant      | 2:35,82    | +5,83  | Michaela Gerg     |
| 20.     | 6 marca | 1982 | Auron       | Slalom      | 1:18,95    | +4,17  | Andreja Leskovšek |
| 6.      | 7 marca | 1982 | Auron       | Kombinacja  | ?          | ?      | Paoletta Magoni   |
| 19.     | 3 marca | 1983 | Sestriere   | Zjazd       | 1:32,49    | +5,24  | Marina Kiehl      |
| 12.     | 4 marca | 1983 | Sestriere   | Gigant      | 2:16,79    | +4,64  | Michaela Gerg     |
| 17.     | 5 marca | 1983 | Sestriere   | Slalom      | 1:38,46    | +6,25  | Fulvia Stevenin   |

### Puchar Świata

#### Miejsca w klasyfikacji generalnej
- sezon 1990/1991: 54.
- sezon 1991/1992: 56.
- sezon 1992/1993: 36.
- sezon 1993/1994: 49.
- sezon 1994/1995: 84.

#### Miejsca na podium
1. Vail – 19 marca 1994 (gigant) – 3. miejsce